# Harold Moukoudi
Harold-Desty Moukoudi (Bondy, 27 november 1997) is een Frans voetballer die doorgaans speelt als centrale verdediger. In augustus 2022 verruilde hij Saint-Étienne voor AEK Athene.

## Clubcarrière
Moukoudi speelde in de jeugd van Nogent en Chantilly alvorens hij in 2009 in de opleiding van Le Havre werd opgenomen. De verdediger keerde na een jaar terug bij Chantilly maar in 2012 ging hij opnieuw in de jeugd van Le Havre spelen. Uiteindelijk zou hij bij deze club ook zijn professionele debuut maken. Op 14 oktober 2016 werd met 1–3 gewonnen op bezoek bij Clermont Foot. Alexandre Bonnet scoorde tweemaal voor Le Havre en ook Mathieu Duhamel kwam tot scoren. De tegentreffer was van Mamadou Thiam. Moukoudi begon op de reservebank maar mocht van coach Oswald Tanchot in de blessuretijd invallen voor Zinedine Ferhat. De centrumverdediger maakte zijn eerste professionele doelpunt op 27 januari 2018. In eigen huis werd gespeeld tegen Nîmes, dat op voorsprong kwam door een doelpunt van Rachid Alioui. Jean-Philippe Mateta zette beide ploegen voor rust op gelijke voet met een benutte strafschop en het slotakkoord was voor Moukoudi, die op aangeven van Ferhat de beslissende 2–1 voor zijn rekening nam.
In de zomer van 2019 stapte de centrumverdediger transfervrij over naar Saint-Étienne, waar hij zijn handtekening zette onder een verbintenis voor de duur van vier seizoenen. In de winterstop van het eerste seizoen daar huurde Middlesbrough hem voor een half seizoen. Medio 2022 stapte Moukoudi transfervrij over naar AEK Athene en hij tekende daar voor vier seizoenen.

## Clubstatistieken
| Seizoen | Club            | Competitie   | Competitie | Competitie | Beker | Beker | Internationaal | Internationaal | Totaal | Totaal |
| Seizoen | Club            | Competitie   | Wed.       | Dlp.       | Wed.  | Dlp.  | Wed.           | Dlp.           | Wed.   | Dlp.   |
| ------- | --------------- | ------------ | ---------- | ---------- | ----- | ----- | -------------- | -------------- | ------ | ------ |
| 2016/17 | Le Havre        | Ligue 2      | 7          | 0          | 1     | 0     | —              | —              | 8      | 0      |
| 2017/18 | Le Havre        | Ligue 2      | 35         | 4          | 3     | 0     | —              | —              | 38     | 4      |
| 2018/19 | Le Havre        | Ligue 2      | 17         | 2          | 2     | 0     | —              | —              | 19     | 2      |
| 2019/20 | Saint-Étienne   | Ligue 1      | 11         | 0          | 3     | 0     | 3              | 0              | 17     | 0      |
| 2019/20 | → Middlesbrough | Championship | 8          | 0          | 0     | 0     | —              | —              | 8      | 0      |
| 2020/21 | Saint-Étienne   | Ligue 1      | 26         | 3          | 0     | 0     | —              | —              | 26     | 3      |
| 2021/22 | Saint-Étienne   | Ligue 1      | 21         | 0          | 0     | 0     | —              | —              | 21     | 0      |
| 2022/23 | AEK Athene      | Super League | 27         | 2          | 3     | 1     | —              | —              | 30     | 3      |
| 2023/24 | AEK Athene      | Super League | 10         | 1          | 0     | 0     | 9              | 0              | 19     | 1      |
| 2024/25 | AEK Athene      | Super League | 20         | 4          | 5     | 0     | 3              | 1              | 28     | 5      |
| Totaal  | Totaal          | Totaal       | 182        | 16         | 17    | 1     | 15             | 1              | 214    | 18     |

Bijgewerkt op 9 april 2025.